# 椎名千収
椎名 千収（しいな せんしゅう、1945年（昭和20年）4月26日 - ）は、日本の政治家。元千葉県山武市長（3期）、元成東町長（3期）。

## 来歴
千葉県成東町（現・山武市）生まれ。1977年（昭和52年）10月、パリ第1大学経済学部卒業。父の後を継ぎ10年以上ガソリンスタンドの経営に携わった。
1990年12月、当時の成東町長の汚職に伴う出直し選挙で初当選。以後、2回の選挙は無投票当選。家庭の事情や多選を慎むべきという考えから3期で退き、2006年まで家業のガソリンスタンド経営に復帰した。
2006年（平成18年）3月27日、成東町・山武町・蓮沼村・松尾町が合併し山武市が発足。これに伴って4月23日に行われた市長選挙に自民党の,推薦を得て出馬し初当選した。
2010年（平成22年）、連合の推薦を得て出馬し、元市議の八角公二を破り再選。
2014年（平成26年）、自民党・公明党の推薦を得て市長選に出馬。さんむ医療センターの移転建て替えに反対する元市議の小川一馬を僅差で破り、3選（椎名：10,794票、小川：10,233票）。
成田空港周辺地域共生財団では理事（非常勤）を務める。